# おひつじ座ラムダ星
おひつじ座λ星（おひつじざラムダせい、λ Arietis、λ Ari）は、おひつじ座にある重星である。重星を形成する恒星のうち、明るい2つの恒星の対は、真の連星であると考えられる。年周視差に基づいて太陽系からの距離を計算すると、約132光年である。

## 位置
おひつじ座λ星は、おひつじ座α星から西に2度程のところにあり、おひつじ座α星、おひつじ座β星を結ぶ線分を底辺として北側に広がる三角形の頂点に相当する位置を占める。おひつじ座λ星から西に0.5度の位置には、6等星のおひつじ座7番星があり、双方にとってよい目印となっている。

## 星系
おひつじ座λ星が重星であることを発見したのは、ウィリアム・ハーシェルとされている。5等星の主星おひつじ座λ星Aから、北東に37秒程度の位置にある7等星が、おひつじ座λ星B（BD +22°289）で、この対は固有運動が共通する真の連星であることはほぼ確実である。東により離れた位置にも「伴星」があり、重星カタログでは四重星となっている。3分離れたところにある12等星おひつじ座λ星C（GSC 01757-01058）と、4.5分離れたところにある10等星おひつじ座λ星D（BD +22°290）がその「伴星」だが、軌道運動とは相容れない相対位置の時間変化を示しており、たまたま同じ方向にみえている、見かけだけの関係であると考えられる。

## 特徴

### 外観
おひつじ座λ星（A / B）は、望遠鏡の低倍率で容易に分解できる見事な二重星である。スミスとチェンバーズは著書の中で、おひつじ座λ星の色をA星が黄白色、B星が青と記しているが、実際のスペクトル型からすると、おひつじ座λ星Bの方がおひつじ座λ星Aより晩期型でより黄色いはずなので、人間の視覚の対比効果によって色合いが変わるものと考えられる。

### 物理的性質
主星のおひつじ座λ星Aは、見かけの等級が4.79のF型主系列星で、スペクトル型はF0 Vと分類される。表面の有効温度はおよそ7300 Kで、光度は太陽の17倍程度、質量は太陽の1.8倍程度、年齢は9億年程度と見積もられる。自転速度は、107 km/s以上でかなり速いと推測される。伴星のおひつじ座λ星Bは、見かけの等級が7.32で、スペクトル型がG0のG型主系列星と考えられる。表面の有効温度は、6000 K弱と見積もられている。おひつじ座λ星Bは、変光星ではないかともいわれており、変光星総合カタログには新しい変光星候補NSV 680として収録され、明るさが7.3等から7.4等の間で変化するとされている。ただし、変光星総合カタログでの分類上は、「光度一定」が疑われ、変光星としての取り扱いには観測が不足している。
おひつじ座λ星Aとおひつじ座λ星Bの距離と離角から、実際の連星間距離は1万5000 au以上になり、公転周期は3万3000年以上になるとみられる。